# Tehuantepec-nyúl
A tehuantepec-nyúl (Lepus flavigularis) az emlősök (Mammalia) osztályának a nyúlalakúak (Lagomorpha) rendjébe, ezen belül a nyúlfélék (Leporidae) családjába tartozó faj.
Egyes rendszertani besorolások a tehuantepec-nyulat a Lepus nemen belül a Proeulagus alnembe sorolják.

## Előfordulása
A tehuantepec-nyúl endemikus faj Mexikó Oaxaca államában.

## Megjelenése
Testhossza 53–61 cm. Farokhossza 6,5-9,5 cm. Testtömege 3500-4000 gramm. Felismerhető hosszú lábairól, nagy hátsó lábairól és hatalmas füleiről.
Más fajoktól jól elkülöníti az a két fekete csík, amelyek a fülek tövétől a tarkóig fut. Fehér oldala jellegzetes. Alsó része fehér, felső része élénkbarna (feketével mosott), fara szürke, farka fekete.

## Életmódja
Éjszaka aktív. Füvet és egyéb növényeket fogyaszt. Mint a legtöbb nyúl, nem ásott lyukra, hanem az álcázásra támaszkodik, hogy kerülje a feltűnést, és gyors futással menekül a ragadozótól.

## Szaporodása
Párzási időszaka eltarthat februártól decemberig, az esős évszak alatt május és október között.

## Természetvédelmi állapota
A tehuantepec-nyulat élőhelyének elvesztése, a mezőgazdaság terjeszkedése, a túllegeltetés illetve az ember által előidézett tűzvészek veszélyeztetik, de a sportként űzött vadnyúlvadászat is fenyegeti. Ezért az IUCN vörös listája a veszélyeztetett fajok közé sorolja a tehuantepec-nyulat.